# Ministar rezident
Ministar rezident, diplomatski predstavnici trećega razreda. U suvremenim je međudržavnim odnosima gotovo potpuno iščezla kategorija. U slučaju da su predali vjerodajnice šefu države imali bi isti status kao i poslanici, a u protivnom isti status kao i otpravnici poslova. Aachenski protokol (1818.) ih je uvrstio u tada novoosnovani treći razred između poslanika i otpravnika poslova. Bečkim reglementom (1815.) nije im priznat poseban razred, ali je na kongresu u Aachenu (1818.) bio je potpisan sporazum, kojim se klasifikacija dopunjuje novom kategorijom — ministrom rezidentom. Aachenskim reglementom je dopunjen Bečki pravilnik o rangu diplomatskih predstavnika iz 1815.
Danas je vrlo rijedak položaj.